# Rogue - Il solitario
Rogue - Il solitario (War) è un film del 2007 diretto da Philip G. Atwell, interpretato da Jet Li e Jason Statham.

## Trama
(Tagline del film)
John Crawford e Tom Lone sono due agenti dell'FBI di San Francisco impegnati nella lotta alle Triadi cinesi e agli Yakuza e sono anche alla ricerca del Solitario, un killer mercenario che miete vittime nella malavita giapponese.
Durante uno scontro a fuoco in un porto, Lone spara in faccia al killer che, caduto in acqua, viene dato per morto anche se non vi è traccia del suo corpo. Il mattino seguente, John telefona a Tom dicendogli che una talpa all'interno dell'FBI collabora con la Yakuza. Poco dopo il Solitario irrompe in casa di Tom, uccidendo lui e la sua famiglia e dando, infine, fuoco alla casa. John, precedentemente invitato dal suo amico per un barbecue, arriva sul luogo del delitto, capisce che il responsabile del massacro è il Solitario e giura di vendicarsi.
Tre anni dopo il massacro, il Solitario torna a uccidere, massacrando sia membri del clan Shiro della Yakuza, ovvero i suoi precedenti capi, sia membri della Triade cinese capeggiata dal clan Chang. Le sue azioni scatenano una guerra e John, sempre sulle tracce del killer, ha la sua occasione per fermarlo.
Intanto, il Solitario continua il suo doppio gioco; il leader delle Triadi, Chang, gli fa giurare di proteggere la moglie e la figlia, lo Yakuza Shiro, tramite la figlia gli ordina di uccidere Chang e tutta la sua famiglia per evitare una futura vendetta nei suoi confronti. Il Solitario uccide Chang e ne risparmia la sua famiglia ma il suo gesto viene catturato da una fotocamera di un uomo di Shiro, il quale lo convoca con l'intento di ucciderlo a causa del suo gesto d'altruismo. Il Solitario massacra gli ultimi uomini del clan della Yakuza e durante lo scontro con Shiro, egli rivela la sua identità; il suo nome è Tom Lone. Tre anni prima, il Solitario aveva ucciso la sua famiglia, ma Lone era riuscito ad eliminare il killer, decidendo di prendere il suo posto per scoprirne i mandanti e la talpa, fu lui ha appiccare l'incendio e mettere sul cadavere del killer i suoi effetti personali. Si era quindi sottoposto ad una plastica facciale ed a un intervento alle corde vocali per cambiare voce.
Prima di essere ucciso mediante decapitazione, Shiro confessa che la talpa era proprio John Crawford.
Lone da un appuntamento all'ex amico per pareggiare i conti. Dopo una dura lotta, Lone confessa la sua identità e Crawford ammette di essere la talpa affermando che quando ha venduto Lone alla Yakuza, Shiro parlava di un pestaggio e non di una strage. Crawford chiede perdono, ma Lone si rifiuta ("Lone è morto. Io sono il Solitario") e si prepara ad ucciderlo. Il cecchino che copre Crawford sta per sparare al killer ma Crawford protegge l'ex-amico che, però, lo uccide sparandogli alle spalle.
Dopo aver donato ai familiari di Chang una preziosa statua in oro per aiutarli a rifarsi una vita, e dopo aver spedito alla figlia di Shiro (vice di quest'ultimo) la testa del padre per spingerla ad abbandonare la Yakuza, il Solitario lascia la città.

## Distribuzione
La pellicola è stata distribuita negli Stati Uniti il 24 agosto 2007, in Italia il 18 luglio 2008.

## Accoglienza

### Critica
Il film ha ricevuto principalmente critiche negative dalla stampa specializzata, con un punteggio di 36/100 (generalmente sfavorevole) su 15 recensioni. In Italia, Everyeye e IlSussidiario.net hanno recensito positivamente la pellicola. Time Out lo ha tuttavia inserito nella lista dei migliori 100 film d'azione della storia del cinema, al 99º posto.